# Coupe du monde de futsal de 1989
Navigation
1992
La Coupe du monde de futsal de 1989 est la première édition de la Coupe du monde de futsal de la Fédération internationale de football association (FIFA). Elle se déroule aux Pays-Bas du 5 au 15 janvier 1989 et voit la victoire du Brésil en finale contre l'équipe du pays hôte.
Sous l'impulsion de son président, le Brésilien João Havelange, la FIFA décide de l'organisation d'une Coupe du monde de futsal. Elle choisit les Pays-Bas comme pays organisateur pour fêter le centenaire de la Fédération royale néerlandaise. Seize équipes affiliées à la FIFA sont invitées à participer à la compétition : six du continent européen, cinq du continent américain, deux d'Afrique et d'Asie et un d'Océanie.
Le premier Championnat du Monde de Futsal de la FIFA se déroule aux Pays-Bas, où cette discipline jouit d'une popularité importante. C'est le Vieux Continent qui s’avère le plus présent, plaçant la Belgique et les Pays-Bas dans le dernier carré. Les États-Unis se hisse cependant à la troisième place. Quant au Brésil, il n'a pas fait faux bond à sa réputation et s'adjuge le trophée qui lui est promis.

## Préparation de l'évènement

### Contexte: conflit FIFA-FIFUSA
Au début des années 1980, João Havelange, président de la FIFA et ex-président de la FIFUSA, demande en assemblée générale de prendre le contrôle du futsal en Amérique latine, où il est le plus développé avec des millions de pratiquants.
Alors que la FIFUSA organise son deuxième Mondial, la FIFA ne parvient pas à internationaliser son jeu de football sur terrain réduit, qu'elle nomme alors « soccer five », « football à cinq » ou « football en salle ». Elle ordonne à ses associations nationales de placer sous leur tutelle toutes les organisations de futsal. Elle met aussi en place une sous-commission pilotée par M. Pablo Porta Bussoms et chargée d'étudier une nouvelle codification du football sur terrain réduit.
Entre 1988 et 1989, la FIFA tente de créer son propre « football en salle », qui ne prend pas autant que prévu. Une Commission chargée d'étudier le problème propose la dissolution de la FIFUSA et le transfert de la gouvernance du futsal sous l'autorité de la FIFA. Elle propose aux dirigeants et aux clubs de la Fédération de futsal de fusionner le « Football en salle » (de la FIFA) avec le futsal (de la FIFUSA). Le but est de créer un hybride, le « futsal FIFA », et d'intégrer une sous-commission dépendante et placée sous l'autorité du Comité exécutif de la FIFA. L'idée est rejeté fin 1989 par la FIFUSA lors d'un vote. Sous les recommandations de la FIFA, les fédérations de futsal du Brésil, des États-Unis et du Canada rejoigne la fédération de football.

### Désignation du pays organisateur
La fédération internationale de football association (FIFA) met en place une compétition en 1989 réunissant les meilleurs sélections mondiales de futsal. Organisée aux Pays-Bas à l'occasion du centième anniversaire de la fédération des Pays-Bas de football.

### Villes et salles retenues
Les Pays-Bas possèdent plusieurs centaines de salles de sport. Le comité d'organisation de la KNVB choisit les lieux les plus grands et les plus attrayants pour la compétition. Ils sont situés à proximité de grands centres de population où l'on s'intéresse traditionnellement au football.
Le match d'ouverture, des matches du deuxième tour et les finales se jouent au Sportpaleis Ahoy de Rotterdam, avec une capacité de 7 000 spectateurs. Le Rijnhal d'Arnhem est une salle de sport dans la partie sud de la ville pouvant accueillir 6 500 personnes. Il s'y déroule les matches des premier et deuxième tours seront joués ici. Le Sportcentrum Maaspoort est situé dans la partie nord de la ville de Bois-le-Duc accueille 3 500 spectateurs, qui y assistent aux matchs du premier tour. Le Sporthal Zuid à Amsterdam peut accueillir aussi 3 500 spectateurs pour les matchs du premier tour. Le Frieslandhal à Leeuwarden est le lieu le plus septentrional et a une capacité de 4 000 personnes. Les matchs du premier tour des Pays-Bas s'y jouent.
| Amsterdam        | Arnhem  | Leeuwarden            | Rotterdam        | Bois-le-Duc                 |
| ---------------- | ------- | --------------------- | ---------------- | --------------------------- |
| Sporthallen Zuid | Rijnhal | Sporthal Kalverdijkje | Sportpaleis Ahoy | Maaspoort Sports and Events |
| 3,500            | 6,500   | 4,000                 | 7,000            | 3,500                       |
|                  |         |                       |                  |                             |

## Acteurs

### Équipes

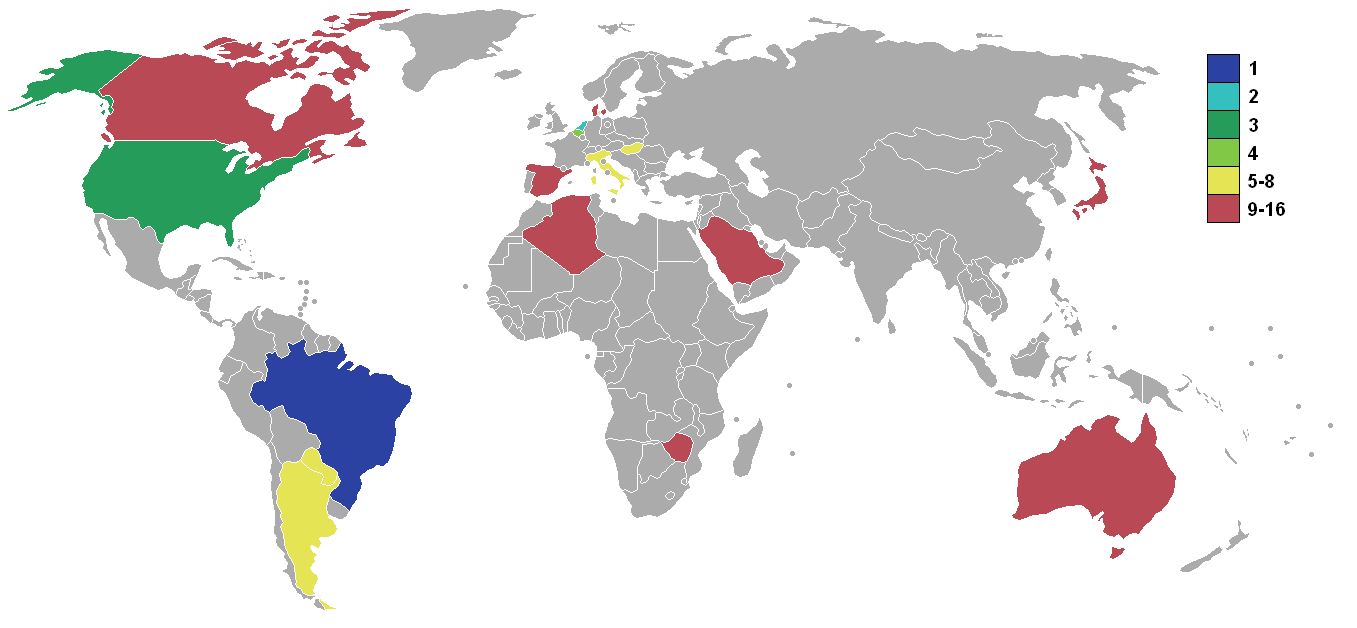
Nations participantes avec le classement final

Seize pays sont invités à participer au tournoi : 6 d'Europe, 3 d'Amérique du Sud, 2 d'Amérique du Nord, d'Afrique et d'Asie et 1 d'Océanie.
| Confédération    | Nombre | Nations                                                  |
| ---------------- | ------ | -------------------------------------------------------- |
| Afrique          | 2      | Algérie et Zimbabwe                                      |
| Asie             | 2      | Japon et Arabie saoudite                                 |
| Europe           | 6      | Belgique, Danemark, Hongrie, Italie, Pays-Bas et Espagne |
| Amérique du Nord | 2      | Canada et États-Unis                                     |
| Amérique du Sud  | 3      | Argentine, Brésil et Paraguay                            |
| Océanie          | 1      | Australie                                                |

### Joueurs
Chaque délégation se compose d'un maximum de vingt personnes : treize joueurs, six officiels et un arbitre. La compétition est ouverte aussi bien aux amateurs qu'aux professionnels.

### Arbitres
| Liste des arbitres | Liste des arbitres      | Liste des arbitres |
| Confédération      | Nom                     | Nation             |
| ------------------ | ----------------------- | ------------------ |
| UEFA               | Alexis Ponnet           |                    |
| UEFA               | Pierre Meysman          |                    |
| UEFA               | Luigi Agnolin           |                    |
| UEFA               | Pierluigi Pairetto      |                    |
| UEFA               | Emilio Soriano Aladrén  |                    |
| UEFA               | J. Andreu Dubon         |                    |
| UEFA               | Christiaan Van der Laar |                    |
| UEFA               | T. J. Oortman           |                    |
| UEFA               | T. Van der Meer         |                    |
| UEFA               | Kim Milton Nielsen      |                    |
| UEFA               | Laszlo Molnar           |                    |
| UEFA               | William N. M. Crombie   |                    |
| CONCACAF           | Julio C. Salas          |                    |
| CONCACAF           | Antonio Evangelista     |                    |
| CONMEBOL           | Abel Gnecco             |                    |
| CONMEBOL           | Romualdo Arppi Filho    |                    |
| CONMEBOL           | Juan Francisco Escobar  |                    |
| CONMEBOL           | Hernan Silva Arce       |                    |

Dix-huit arbitres officient lors de cette première édition de la Coupe du monde. Ils sont de treize nationalités différentes, la nation la plus représentée étant les Pays-Bas avec trois arbitres. Il y a neuf autres arbitres européen. Les six autres arbitres sont américains.

## Compétition

### Format et tirage au sort
Les équipes sont réparties en quatre groupes de quatre sélections, disputés en tournoi toutes rondes. Les deux premiers de chaque groupe se qualifient pour une seconde phase de poule à deux groupes. Ceux-ci déterminent les quatre équipes pour les demi-finales, jouées en matchs à élimination directe. En phase de groupe, deux points sont attribués pour une victoire, un point pour un match nul et aucun pour une défaite.
Le tirage au sort est effectué le 10 octobre 1988. Pour la formation des groupes, le comité organisateur prend en compte deux éléments : s'assurer de conserver une compétition intéressante en phase finale et donner à chaque équipe la possibilité de disputer de bons matchs. Pour cela, des têtes de série sont choisies. Les quatre équipes majeures d'Europe sont jugées capables d'atteindre la finale et font partie du chapeau 1. Les favoris sud-américains et le reste des équipes européennes forment le second groupe. Le chapeau 3 est composé des autres équipes américaines et de l'Australie. Le dernier chapeau regroupe les équipes africaines et asiatiques.
| Têtes de série                   | Chapeau 2                         | Chapeau 3                            | Chapeau 4                              |
| -------------------------------- | --------------------------------- | ------------------------------------ | -------------------------------------- |
| Pays-Bas Espagne Belgique Italie | Hongrie Brésil Argentine Danemark | États-Unis Australie Paraguay Canada | Japon Zimbabwe Arabie saoudite Algérie |

Il désigne les quatre groupes indiqués ci-dessous. La compétition commence le 5 janvier 1989 à vingt heures quinze. Le premier tour se clôture le 8 janvier par le dernier match de groupe. Le second tour a lieu les 10-11-12 puis les demi-finales ont lieu le 14, et enfin la finale le 15.
| Groupe 1                           | Groupe 2                               | Groupe 3                        | Groupe 4                             |
| ---------------------------------- | -------------------------------------- | ------------------------------- | ------------------------------------ |
| Pays-Bas Danemark Paraguay Algérie | Hongrie Brésil Arabie saoudite Espagne | Japon Belgique Canada Argentine | Italie Zimbabwe États-Unis Australie |

### Premier tour

#### Groupe A
| Équipe   | J | V | N | D | Bp | Bc | Diff | Pts |
| -------- | - | - | - | - | -- | -- | ---- | --- |
| Pays-Bas | 3 | 2 | 1 | 0 | 10 | 5  | +5   | 5   |
| Paraguay | 3 | 1 | 2 | 0 | 9  | 4  | +5   | 4   |
| Danemark | 3 | 1 | 1 | 1 | 12 | 10 | +2   | 3   |
| Algérie  | 3 | 0 | 0 | 3 | 5  | 17 | -12  | 0   |

| 5 janvier 1989 | Pays-Bas                                       | 4–2 | Danemark                          | Sportpaleis Ahoy, Rotterdam                                              |                                                                          |
| 20:15          | Faber 12e 33e · Tielens 40+3e · Hermans 40+10e |     | Olsen 28e · Joergensen 40e (pen.) | Spectateurs : 6 000 Arbitrage : Hernan Silva Arce - Romualdo Arppi Filho | Spectateurs : 6 000 Arbitrage : Hernan Silva Arce - Romualdo Arppi Filho |
| 20:15          | (rapport)                                      |     |                                   | Spectateurs : 6 000 Arbitrage : Hernan Silva Arce - Romualdo Arppi Filho | Spectateurs : 6 000 Arbitrage : Hernan Silva Arce - Romualdo Arppi Filho |

| 5 janvier 1989 | Paraguay                                         | 5–0 | Algérie | Sportpaleis Ahoy, Rotterdam                                             |                                                                         |
| 21:30          | Alcaraz 8e 20e · Sanchez 11e 40e · Ruiz-Diaz 20e |     |         | Spectateurs : 6 000 Arbitrage : Pierre Meysman - Emilio Soriano Aladrén | Spectateurs : 6 000 Arbitrage : Pierre Meysman - Emilio Soriano Aladrén |
| 21:30          | (rapport)                                        |     |         | Spectateurs : 6 000 Arbitrage : Pierre Meysman - Emilio Soriano Aladrén | Spectateurs : 6 000 Arbitrage : Pierre Meysman - Emilio Soriano Aladrén |

| 7 janvier 1989 | Danemark                  | 2–2 | Paraguay                | Sportpaleis Ahoy, Rotterdam                                        |                                                                    |
| 19:30          | Olsen 30e · Laudrup 40+3e |     | Jara 20e · Espineda 32e | Spectateurs : 2 000 Arbitrage : Laszlo Molnar - Pierluigi Pairetto | Spectateurs : 2 000 Arbitrage : Laszlo Molnar - Pierluigi Pairetto |
| 19:30          | (rapport)                 |     |                         | Spectateurs : 2 000 Arbitrage : Laszlo Molnar - Pierluigi Pairetto | Spectateurs : 2 000 Arbitrage : Laszlo Molnar - Pierluigi Pairetto |

| 7 janvier 1989 | Pays-Bas                                   | 4–1 | Algérie      | Sportpaleis Ahoy, Rotterdam                                         |                                                                     |
| 21:00          | Foree 2e · Seintner 17e · Loosveld 20e 25e |     | Dahnoune 25e | Spectateurs : 2 000 Arbitrage : Antonio Evangelista - Luigi Agnolin | Spectateurs : 2 000 Arbitrage : Antonio Evangelista - Luigi Agnolin |
| 21:00          | (rapport)                                  |     |              | Spectateurs : 2 000 Arbitrage : Antonio Evangelista - Luigi Agnolin | Spectateurs : 2 000 Arbitrage : Antonio Evangelista - Luigi Agnolin |

| 8 janvier 1989 | Pays-Bas                 | 2–2 | Paraguay              | Rijnhal, Arnhem                                                          |                                                                          |
| 14:30          | Seintner 16e · Faber 44e |     | Sanchez 5e · Jara 30e | Spectateurs : 4 000 Arbitrage : Emilio Soriano Aladren - J. Andreu Dubon | Spectateurs : 4 000 Arbitrage : Emilio Soriano Aladren - J. Andreu Dubon |
| 14:30          | (rapport)                |     |                       | Spectateurs : 4 000 Arbitrage : Emilio Soriano Aladren - J. Andreu Dubon | Spectateurs : 4 000 Arbitrage : Emilio Soriano Aladren - J. Andreu Dubon |

| 8 janvier 1989 | Danemark                                                                                  | 8–4 | Algérie                            | Sporthallen Zuid, Amsterdam                                        |                                                                    |
| 14:30          | Laudrup 20e 48e 49e · Joergensen 23e · Johansen 32e · Olsen 33e 47e · Moeller Nielsen 45e |     | Lounici 22e 35e 50e · Belloumi 34e | Spectateurs : 1 500 Arbitrage : Julio C. Salas - Hernan Silva Arce | Spectateurs : 1 500 Arbitrage : Julio C. Salas - Hernan Silva Arce |
| 14:30          | (rapport)                                                                                 |     |                                    | Spectateurs : 1 500 Arbitrage : Julio C. Salas - Hernan Silva Arce | Spectateurs : 1 500 Arbitrage : Julio C. Salas - Hernan Silva Arce |

#### Groupe B
Dominée 3:2 par la Hongrie pour sa première joute dans le Groupe B, le Brésil est obligé d'élever son niveau de jeu. Les Brésiliens enchaînent avec deux larges victoires face à l'Arabie saoudite (8:0) puis face à l'Espagne (4:1). Le bagage technique de certains éléments comme Raúl et Benatti, tous deux inclus dans l'équipe-type de la compétition, permet aux Auriverdes de faire la différence.
| Équipe          | J | V | N | D | Bp | Bc | Diff | Pts |
| --------------- | - | - | - | - | -- | -- | ---- | --- |
| Brésil          | 3 | 2 | 0 | 1 | 14 | 4  | +10  | 4   |
| Hongrie         | 3 | 2 | 0 | 1 | 17 | 9  | +8   | 4   |
| Espagne         | 3 | 2 | 0 | 1 | 14 | 9  | +5   | 4   |
| Arabie saoudite | 3 | 0 | 0 | 3 | 4  | 27 | -23  | 0   |

| 6 janvier 1989 | Hongrie                                  | 3–2 | Brésil              | Sporthal Kalverdijkje, Leeuwarden                                  |                                                                    |
| 19:15          | Borostyan 18e · Rozsa 34e · Zsadanyi 39e |     | Toca 9e · Atila 13e | Spectateurs : 4 000 Arbitrage : Alexis Ponnet - Pierluigi Pairetto | Spectateurs : 4 000 Arbitrage : Alexis Ponnet - Pierluigi Pairetto |
| 19:15          | (rapport)                                |     |                     | Spectateurs : 4 000 Arbitrage : Alexis Ponnet - Pierluigi Pairetto | Spectateurs : 4 000 Arbitrage : Alexis Ponnet - Pierluigi Pairetto |

| 6 janvier 1989 | Arabie saoudite               | 2–8 | Espagne                                                                      | Sporthal Kalverdijkje, Leeuwarden                                   |                                                                     |
| 20:30          | Al-Temyat 5e · Abu Humoud 20e |     | Valencia 4e 7e · Bonilla 10e · Gonzalez 16e · Armora 18e 31e · Ferre 29e 35e | Spectateurs : 4 000 Arbitrage : Luigi Agnolin - Antonio Evangelista | Spectateurs : 4 000 Arbitrage : Luigi Agnolin - Antonio Evangelista |
| 20:30          | (rapport)                     |     |                                                                              | Spectateurs : 4 000 Arbitrage : Luigi Agnolin - Antonio Evangelista | Spectateurs : 4 000 Arbitrage : Luigi Agnolin - Antonio Evangelista |

| 7 janvier 1989 | Brésil                                                                         | 8–0 | Arabie saoudite | Maaspoort Sports and Events, Bois-le-Duc                              |                                                                       |
| 19:30          | Raul 8e · Toca 11e 29e · Gilson 15e · Benatti 37e 50e · Atila 44e · Neimar 48e |     |                 | Spectateurs : 2 000 Arbitrage : William N. M. Crombie - T. J. Oortman | Spectateurs : 2 000 Arbitrage : William N. M. Crombie - T. J. Oortman |
| 19:30          | (rapport)                                                                      |     |                 | Spectateurs : 2 000 Arbitrage : William N. M. Crombie - T. J. Oortman | Spectateurs : 2 000 Arbitrage : William N. M. Crombie - T. J. Oortman |

| 7 janvier 1989 | Hongrie                               | 3–5 | Espagne                                                    | Maaspoort Sports and Events, Bois-le-Duc                                 |                                                                          |
| 20:00          | Zsadanyi 13e · Mozner 36e · Rozsa 46e |     | Valencia 15e · Armora 24e · Iglesias 35e 40e · Navarro 45e | Spectateurs : 2 000 Arbitrage : Christiaan Van der Laar - Pierre Meysman | Spectateurs : 2 000 Arbitrage : Christiaan Van der Laar - Pierre Meysman |
| 20:00          | (rapport)                             |     |                                                            | Spectateurs : 2 000 Arbitrage : Christiaan Van der Laar - Pierre Meysman | Spectateurs : 2 000 Arbitrage : Christiaan Van der Laar - Pierre Meysman |

| 8 janvier 1989 | Hongrie                                                                            | 11–2 | Arabie saoudite               | Sporthal Kalverdijkje, Leeuwarden                                |                                                                  |
| 14:30          | Zsadanyi 1re 7e 40e 41e (pen.) · Borostyan 3e 6e 12e · Olajos 13e 31e · Qiriko 44e |      | Al-Behair 34e · Al-Temyat 39e | Spectateurs : 1 000 Arbitrage : Abel Gnecco - Kim Milton Nielsen | Spectateurs : 1 000 Arbitrage : Abel Gnecco - Kim Milton Nielsen |
| 14:30          | (rapport)                                                                          |      |                               | Spectateurs : 1 000 Arbitrage : Abel Gnecco - Kim Milton Nielsen | Spectateurs : 1 000 Arbitrage : Abel Gnecco - Kim Milton Nielsen |

| 8 janvier 1989 | Brésil                                      | 4–1 | Espagne     | Maaspoort Sports and Events, Bois-le-Duc                                 |                                                                          |
| 14:30          | Raul 15e · Benatti 18e · Marquinhos 33e 42e |     | Bonilla 29e | Spectateurs : 3 100 Arbitrage : Juan Francisco Escobar - T. Van der Meer | Spectateurs : 3 100 Arbitrage : Juan Francisco Escobar - T. Van der Meer |
| 14:30          | (rapport)                                   |     |             | Spectateurs : 3 100 Arbitrage : Juan Francisco Escobar - T. Van der Meer | Spectateurs : 3 100 Arbitrage : Juan Francisco Escobar - T. Van der Meer |

#### Groupe C
| Équipe    | J | V | N | D | Bp | Bc | Diff | Pts |
| --------- | - | - | - | - | -- | -- | ---- | --- |
| Belgique  | 3 | 3 | 0 | 0 | 8  | 1  | +7   | 6   |
| Argentine | 3 | 2 | 0 | 1 | 6  | 5  | +1   | 4   |
| Canada    | 3 | 1 | 0 | 2 | 7  | 7  | 0    | 2   |
| Japon     | 3 | 0 | 0 | 3 | 3  | 11 | -8   | 0   |

| 6 janvier 1989 | Japon     | 0–3 | Belgique                                      | Maaspoort Sports and Events, Bois-le-Duc                             |                                                                      |
| 19:45          |           |     | Janssen 20e · Schreurs 27e · Papanicolaou 42e | Spectateurs : 200 Arbitrage : Juan Francisco Escobar - Laszlo Molnar | Spectateurs : 200 Arbitrage : Juan Francisco Escobar - Laszlo Molnar |
| 19:45          | (rapport) |     |                                               | Spectateurs : 200 Arbitrage : Juan Francisco Escobar - Laszlo Molnar | Spectateurs : 200 Arbitrage : Juan Francisco Escobar - Laszlo Molnar |

| 6 janvier 1989 | Canada         | 1–3 | Argentine                   | Maaspoort Sports and Events, Bois-le-Duc                             |                                                                      |
| 21:00          | Fitzgerald 42e |     | Hidalgo 8e 49e · Lozano 16e | Spectateurs : 1 200 Arbitrage : J. Oortman - Christiaan Van der Laar | Spectateurs : 1 200 Arbitrage : J. Oortman - Christiaan Van der Laar |
| 21:00          | (rapport)      |     |                             | Spectateurs : 1 200 Arbitrage : J. Oortman - Christiaan Van der Laar | Spectateurs : 1 200 Arbitrage : J. Oortman - Christiaan Van der Laar |

| 7 janvier 1989 | Belgique               | 2–0 | Canada | Sporthal Kalverdijkje, Leeuwarden                                          |                                                                            |
| 18:00          | Maes 7e · Schreurs 22e |     |        | Spectateurs : 1 500 Arbitrage : Hernan Silva Arce - Emilio Soriano Aladrén | Spectateurs : 1 500 Arbitrage : Hernan Silva Arce - Emilio Soriano Aladrén |
| 18:00          | (rapport)              |     |        | Spectateurs : 1 500 Arbitrage : Hernan Silva Arce - Emilio Soriano Aladrén | Spectateurs : 1 500 Arbitrage : Hernan Silva Arce - Emilio Soriano Aladrén |

| 7 janvier 1989 | Japon     | 1–2 | Argentine                      | Sporthal Kalverdijkje, Leeuwarden                                |                                                                  |
| 19:15          | Yato 39e  |     | Hidalgo 7e (pen.) · Lozano 19e | Spectateurs : 1 500 Arbitrage : J. Andreu Dubon - Julio C. Salas | Spectateurs : 1 500 Arbitrage : J. Andreu Dubon - Julio C. Salas |
| 19:15          | (rapport) |     |                                | Spectateurs : 1 500 Arbitrage : J. Andreu Dubon - Julio C. Salas | Spectateurs : 1 500 Arbitrage : J. Andreu Dubon - Julio C. Salas |

| 8 janvier 1989 | Japon            | 2–6 | Canada                                                                                     | Sporthal Kalverdijkje, Leeuwarden                                  |                                                                    |
| 15:45          | Kitazawa 12e 28e |     | Ianiero 1re · Nocita 18e · Fitzgerald 31e · Berdusco 41e · Sarantopoulos 43e · Bunbury 48e | Spectateurs : 1 000 Arbitrage : Pierluigi Pairetto - Luigi Agnolin | Spectateurs : 1 000 Arbitrage : Pierluigi Pairetto - Luigi Agnolin |
| 15:45          | (rapport)        |     |                                                                                            | Spectateurs : 1 000 Arbitrage : Pierluigi Pairetto - Luigi Agnolin | Spectateurs : 1 000 Arbitrage : Pierluigi Pairetto - Luigi Agnolin |

| 8 janvier 1989 | Belgique                                | 3–1 | Argentine   | Maaspoort Sports and Events, Bois-le-Duc                                     |                                                                              |
| 15:45          | Schreurs 12e · Fostier 38e · Beyers 50e |     | Alvarez 35e | Spectateurs : 3 100 Arbitrage : William N. M. Crombie - Romualdo Arppi Filho | Spectateurs : 3 100 Arbitrage : William N. M. Crombie - Romualdo Arppi Filho |
| 15:45          | (rapport)                               |     |             | Spectateurs : 3 100 Arbitrage : William N. M. Crombie - Romualdo Arppi Filho | Spectateurs : 3 100 Arbitrage : William N. M. Crombie - Romualdo Arppi Filho |

#### Groupe D
| Équipe     | J | V | N | D | Bp | Bc | Diff | Pts |
| ---------- | - | - | - | - | -- | -- | ---- | --- |
| États-Unis | 3 | 2 | 1 | 0 | 10 | 3  | +7   | 5   |
| Italie     | 3 | 2 | 0 | 1 | 12 | 6  | +6   | 4   |
| Australie  | 3 | 1 | 1 | 1 | 6  | 8  | -2   | 3   |
| Zimbabwe   | 3 | 0 | 0 | 3 | 3  | 14 | -11  | 0   |

| 6 janvier 1989 | Italie                                                  | 5–1 | Zimbabwe    | Sporthallen Zuid, Amsterdam                                             |                                                                         |
| 19:30          | Albanesi 8e · Fama 20e 30e · de Simoni 25e · Albani 27e |     | Kambani 44e | Spectateurs : 1 500 Arbitrage : T. Van der Meer - William N. M. Crombie | Spectateurs : 1 500 Arbitrage : T. Van der Meer - William N. M. Crombie |
| 19:30          | (rapport)                                               |     |             | Spectateurs : 1 500 Arbitrage : T. Van der Meer - William N. M. Crombie | Spectateurs : 1 500 Arbitrage : T. Van der Meer - William N. M. Crombie |

| 6 janvier 1989 | États-Unis          | 1–1 | Australie | Sporthallen Zuid, Amsterdam                                              |                                                                          |
| 21:00          | Eichmann 33e (pen.) |     | Crino 50e | Spectateurs : 1 500 Arbitrage : Emilio Soriano Aladren - J. Andreu Dubon | Spectateurs : 1 500 Arbitrage : Emilio Soriano Aladren - J. Andreu Dubon |
| 21:00          | (rapport)           |     |           | Spectateurs : 1 500 Arbitrage : Emilio Soriano Aladren - J. Andreu Dubon | Spectateurs : 1 500 Arbitrage : Emilio Soriano Aladren - J. Andreu Dubon |

| 7 janvier 1989 | Zimbabwe   | 1–5 | États-Unis                                                       | Rijnhal, Arnhem                                                           |                                                                           |
| 19:30          | Munemo 39e |     | Murray 7e · Vermes 22e 46e · Windischmann 25e (pen.) · Ramos 28e | Spectateurs : 500 Arbitrage : Kim Milton Nielsen - Juan Francisco Escobar | Spectateurs : 500 Arbitrage : Kim Milton Nielsen - Juan Francisco Escobar |
| 19:30          | (rapport)  |     |                                                                  | Spectateurs : 500 Arbitrage : Kim Milton Nielsen - Juan Francisco Escobar | Spectateurs : 500 Arbitrage : Kim Milton Nielsen - Juan Francisco Escobar |

| 7 janvier 1989 | Italie                                                                    | 6–1 | Australie        | Rijnhal, Arnhem                                                  |                                                                  |
| 20:45          | Albani 9e (pen.) 29e · Fama 15e · Minicucci 20e · Albanesi 33e · Roma 49e |     | Crino 28e (pen.) | Spectateurs : 500 Arbitrage : Romualdo Arppi Filho - Abel Gnecco | Spectateurs : 500 Arbitrage : Romualdo Arppi Filho - Abel Gnecco |
| 20:45          | (rapport)                                                                 |     |                  | Spectateurs : 500 Arbitrage : Romualdo Arppi Filho - Abel Gnecco | Spectateurs : 500 Arbitrage : Romualdo Arppi Filho - Abel Gnecco |

| 8 janvier 1989 | Zimbabwe   | 1–4 | Australie                                     | Sporthallen Zuid, Amsterdam                                   |                                                               |
| 15:45          | Munemo 50e |     | Trimboli 25e 49e · Odžakov 46e · Davidson 47e | Spectateurs : 1 500 Arbitrage : Alexis Ponnet - T. J. Oortman | Spectateurs : 1 500 Arbitrage : Alexis Ponnet - T. J. Oortman |
| 15:45          | (rapport)  |     |                                               | Spectateurs : 1 500 Arbitrage : Alexis Ponnet - T. J. Oortman | Spectateurs : 1 500 Arbitrage : Alexis Ponnet - T. J. Oortman |

| 8 janvier 1989 | Italie        | 1–4 | États-Unis                                           | Rijnhal, Arnhem                                                         |                                                                         |
| 15:45          | Filippini 44e |     | Lachowecki 13e · Gabarra 21e 40e (pen.) · Goulet 49e | Spectateurs : 4 000 Arbitrage : Christiaan Van der Laar - Laszlo Molnar | Spectateurs : 4 000 Arbitrage : Christiaan Van der Laar - Laszlo Molnar |
| 15:45          | (rapport)     |     |                                                      | Spectateurs : 4 000 Arbitrage : Christiaan Van der Laar - Laszlo Molnar | Spectateurs : 4 000 Arbitrage : Christiaan Van der Laar - Laszlo Molnar |

### Second tour

#### Groupe A
| Équipe   | J | V | N | D | Bp | Bc | Diff | Pts |
| -------- | - | - | - | - | -- | -- | ---- | --- |
| Belgique | 3 | 2 | 1 | 0 | 9  | 4  | +5   | 5   |
| Pays-Bas | 3 | 1 | 1 | 1 | 8  | 6  | +2   | 3   |
| Hongrie  | 3 | 0 | 2 | 1 | 6  | 8  | -2   | 2   |
| Italie   | 3 | 1 | 0 | 2 | 5  | 10 | -5   | 2   |

| 10 janvier 1989 | Pays-Bas                    | 3–3 | Hongrie                               | Sportpaleis Ahoy, Rotterdam                                                 |                                                                             |
| 19:45           | Bakker 1re · Hermans 1re 7e |     | Rozsa 6e · Borostyan 29e · Qiriko 43e | Spectateurs : 2 000 Arbitrage : William N. M. Crombie - Antonio Evangelista | Spectateurs : 2 000 Arbitrage : William N. M. Crombie - Antonio Evangelista |
| 19:45           | rapport                     |     |                                       | Spectateurs : 2 000 Arbitrage : William N. M. Crombie - Antonio Evangelista | Spectateurs : 2 000 Arbitrage : William N. M. Crombie - Antonio Evangelista |

| 10 janvier 1989 | Belgique                                           | 5–1 | Italie   | Rijnhal, Arnhem                                                          |                                                                          |
| 21:00           | Fostier 4e 43e · Beyers 11e · Papanicolaou 28e 49e |     | Fama 15e | Spectateurs : 1 000 Arbitrage : Emilio Soriano Aladren - J. Andreu Dubon | Spectateurs : 1 000 Arbitrage : Emilio Soriano Aladren - J. Andreu Dubon |
| 21:00           | rapport                                            |     |          | Spectateurs : 1 000 Arbitrage : Emilio Soriano Aladren - J. Andreu Dubon | Spectateurs : 1 000 Arbitrage : Emilio Soriano Aladren - J. Andreu Dubon |

| 11 janvier 1989 | Hongrie       | 2–2 | Belgique                  | Sportpaleis Ahoy, Rotterdam                                                |                                                                            |
| 19:45           | Rozsa 28e 39e |     | Maes 4e · Hernalsteen 40e | Spectateurs : 800 Arbitrage : Romualdo Arppi Filho - William N. M. Crombie | Spectateurs : 800 Arbitrage : Romualdo Arppi Filho - William N. M. Crombie |
| 19:45           | rapport       |     |                           | Spectateurs : 800 Arbitrage : Romualdo Arppi Filho - William N. M. Crombie | Spectateurs : 800 Arbitrage : Romualdo Arppi Filho - William N. M. Crombie |

| 11 janvier 1989 | Pays-Bas                                              | 4–1 | Italie       | Rijnhal, Arnhem                                                      |                                                                      |
| 21:00           | Hermans 21e · Bakker 24e · Demandt 38e · Loosveld 49e |     | Minicucci 2e | Spectateurs : 1 700 Arbitrage : Juan Francisco Escobar - Abel Gnecco | Spectateurs : 1 700 Arbitrage : Juan Francisco Escobar - Abel Gnecco |
| 21:00           | rapport                                               |     |              | Spectateurs : 1 700 Arbitrage : Juan Francisco Escobar - Abel Gnecco | Spectateurs : 1 700 Arbitrage : Juan Francisco Escobar - Abel Gnecco |

| 12 janvier 1989 | Pays-Bas    | 1–2 | Belgique        | Rijnhal, Arnhem                                                            |                                                                            |
| 21:00           | Loosveld 7e |     | Schreurs 6e 26e | Spectateurs : 3 000 Arbitrage : William N. M. Crombie - Kim Milton Nielsen | Spectateurs : 3 000 Arbitrage : William N. M. Crombie - Kim Milton Nielsen |
| 21:00           | rapport     |     |                 | Spectateurs : 3 000 Arbitrage : William N. M. Crombie - Kim Milton Nielsen | Spectateurs : 3 000 Arbitrage : William N. M. Crombie - Kim Milton Nielsen |

| 12 janvier 1989 | Hongrie      | 1–3 | Italie                          | Sportpaleis Ahoy, Rotterdam                                         |                                                                     |
| 21:00           | Borostyan 6e |     | Roma 7e · Albani 18e · Fama 27e | Spectateurs : 1 000 Arbitrage : Hernan Silva Arce - J. Andreu Dubon | Spectateurs : 1 000 Arbitrage : Hernan Silva Arce - J. Andreu Dubon |
| 21:00           | rapport      |     |                                 | Spectateurs : 1 000 Arbitrage : Hernan Silva Arce - J. Andreu Dubon | Spectateurs : 1 000 Arbitrage : Hernan Silva Arce - J. Andreu Dubon |

#### Groupe B
En deuxième phase, les favoris brésiliens s'ouvrent le chemin des demi-finales en balayant le Paraguay (5:1) et l'Argentine (6:3). Ils se retrouvent donc dans le dernier carré, malgré un nouvel assoupissement à Rotterdam, où ils chutent contre les États-Unis.
| Équipe     | J | V | N | D | Bp | Bc | Diff | Pts |
| ---------- | - | - | - | - | -- | -- | ---- | --- |
| États-Unis | 3 | 3 | 0 | 0 | 10 | 4  | +6   | 6   |
| Brésil     | 3 | 2 | 0 | 1 | 14 | 9  | +5   | 4   |
| Paraguay   | 3 | 1 | 0 | 2 | 5  | 10 | -5   | 2   |
| Argentine  | 3 | 0 | 0 | 3 | 7  | 13 | -6   | 0   |

| 10 janvier 1989 | Brésil                                                     | 5–1 | Paraguay | Rijnhal, Arnhem                                                  |                                                                  |
| 19:45           | Atila 10e 20+5e · Benatti 14e · Neimar 40e · Adílio 40+10e |     | Jara 35e | Spectateurs : 500 Arbitrage : Kim Milton Nielsen - Alexis Ponnet | Spectateurs : 500 Arbitrage : Kim Milton Nielsen - Alexis Ponnet |
| 19:45           | rapport                                                    |     |          | Spectateurs : 500 Arbitrage : Kim Milton Nielsen - Alexis Ponnet | Spectateurs : 500 Arbitrage : Kim Milton Nielsen - Alexis Ponnet |

| 10 janvier 1989 | États-Unis                             | 3–1 | Argentine | Sportpaleis Ahoy, Rotterdam                                        |                                                                    |
| 21:00           | Vermes 33e · Ramos 44e · Visnyei 40+6e |     | Ávalos 8e | Spectateurs : 2 000 Arbitrage : Luigi Agnolin - Pierluigi Pairetto | Spectateurs : 2 000 Arbitrage : Luigi Agnolin - Pierluigi Pairetto |
| 21:00           | rapport                                |     |           | Spectateurs : 2 000 Arbitrage : Luigi Agnolin - Pierluigi Pairetto | Spectateurs : 2 000 Arbitrage : Luigi Agnolin - Pierluigi Pairetto |

| 11 janvier 1989 | Paraguay | 0–2 | États-Unis              | Rijnhal, Arnhem                                                            |                                                                            |
| 19:45           |          |     | Vermes 7e · Gabarra 50e | Spectateurs : 1 700 Arbitrage : Hernan Silva Arce - Emilio Soriano Aladrén | Spectateurs : 1 700 Arbitrage : Hernan Silva Arce - Emilio Soriano Aladrén |
| 19:45           | rapport  |     |                         | Spectateurs : 1 700 Arbitrage : Hernan Silva Arce - Emilio Soriano Aladrén | Spectateurs : 1 700 Arbitrage : Hernan Silva Arce - Emilio Soriano Aladrén |

| 11 janvier 1989 | Brésil                                                                      | 6–3 | Argentine                                                | Sportpaleis Ahoy, Rotterdam                                             |                                                                         |
| 21:00           | Toca 7e 42e · Marquinhos 13e · Adílio 36e · Carlos Alberto 44e · Dirceu 47e |     | Castaneira 39e · Hidalgo 45e (pen.) · Valarin 50e (pen.) | Spectateurs : 1 000 Arbitrage : Alexis Ponnet - Christiaan Van der Laar | Spectateurs : 1 000 Arbitrage : Alexis Ponnet - Christiaan Van der Laar |
| 21:00           | rapport                                                                     |     |                                                          | Spectateurs : 1 000 Arbitrage : Alexis Ponnet - Christiaan Van der Laar | Spectateurs : 1 000 Arbitrage : Alexis Ponnet - Christiaan Van der Laar |

| 12 janvier 1989 | Brésil                                    | 3–5 | États-Unis                                                      | Sportpaleis Ahoy, Rotterdam                                                  |                                                                              |
| 21:00           | Raul 39e (pen.) · Dirceu 47e · Neimar 48e |     | Lawson 7e · Ramos 15e · Gabarra 27e · Goulet 40e · Eichmann 46e | Spectateurs : 1 000 Arbitrage : Antonio Evangelista - Emilio Soriano Aladrén | Spectateurs : 1 000 Arbitrage : Antonio Evangelista - Emilio Soriano Aladrén |
| 21:00           | rapport                                   |     |                                                                 | Spectateurs : 1 000 Arbitrage : Antonio Evangelista - Emilio Soriano Aladrén | Spectateurs : 1 000 Arbitrage : Antonio Evangelista - Emilio Soriano Aladrén |

| 12 janvier 1989 | Paraguay                                           | 4–3 | Argentine          | Rijnhal, Arnhem                                              |                                                              |
| 21:00           | Flor 14e · López 26e · Sanchez 35e · Ruiz-Diaz 39e |     | Avalos 18e 23e 30e | Spectateurs : 3 000 Arbitrage : J. Oortman - T. Van der Meer | Spectateurs : 3 000 Arbitrage : J. Oortman - T. Van der Meer |
| 21:00           | rapport                                            |     |                    | Spectateurs : 3 000 Arbitrage : J. Oortman - T. Van der Meer | Spectateurs : 3 000 Arbitrage : J. Oortman - T. Van der Meer |

### Phase finale

#### Tableau
|  | Demi-finales                | Demi-finales                |                        |   | Finale                      | Finale                      |
|  | Demi-finales                | Demi-finales                |                        |   | Finale                      | Finale                      |
|  |                             |                             |                        |   |                             |                             |
|  | 14 janvier 1989 - Rotterdam | 14 janvier 1989 - Rotterdam |                        |   | 15 janvier 1989 - Rotterdam | 15 janvier 1989 - Rotterdam |
|  | 14 janvier 1989 - Rotterdam | 14 janvier 1989 - Rotterdam |                        |   | 15 janvier 1989 - Rotterdam | 15 janvier 1989 - Rotterdam |
|  | Belgique                    | 3 (tab 3)                   |                        |   | 15 janvier 1989 - Rotterdam | 15 janvier 1989 - Rotterdam |
|  | Belgique                    | 3 (tab 3)                   |                        |   | 15 janvier 1989 - Rotterdam | 15 janvier 1989 - Rotterdam |
|  | Brésil                      | 3 (tab 5)                   |                        |   | 15 janvier 1989 - Rotterdam | 15 janvier 1989 - Rotterdam |
|  | Brésil                      | 3 (tab 5)                   | Brésil                 | 2 |                             |                             |
|  | 14 janvier 1989 - Rotterdam |                             | Brésil                 | 2 |                             |                             |
|  |                             | Pays-Bas                    | 1                      |   |                             |                             |
|  | États-Unis                  | Pays-Bas                    | 1                      | 1 |                             |                             |
|  | États-Unis                  |                             |                        | 1 |                             |                             |
|  | Pays-Bas                    | 2                           |                        |   |                             |                             |
|  | Pays-Bas                    | 2                           | Match pour la 3e place |   |                             |                             |
|  |                             |                             |                        |   |                             |                             |
|  | 15 janvier 1989 - Rotterdam |                             |                        |   |                             |                             |
|  |                             |                             |                        |   |                             |                             |
|  | Belgique                    | 2                           |                        |   |                             |                             |
|  | Belgique                    | 2                           |                        |   |                             |                             |
|  | États-Unis                  | 3 (ap)                      |                        |   |                             |                             |
|  | États-Unis                  | 3 (ap)                      |                        |   |                             |                             |

#### Demi-finales
La demi-finale entre le Brésil et la Belgique est équilibrée, chaque équipe parvenant à bloquer son adversaire. Ce n'est donc pas une surprise s'il faut recourir à la séance de tirs au but (3:3 à la fin du temps réglementaire). Dans l'épreuve de vérité, aucun joueur ne tremble, mis à part le Belge Schreus.
| 14 janvier 1989 | Belgique | 3 – 3 (ap) 3 – 5 t. a. b. | Brésil |                                                                                                |                                                                                                |
| 19:45           | Reul 16e · Schreurs 54e · Maes 57e |                           | Raul 41e · Cadinho 53e · Benatti 56e                                                                                                 | Sportpaleis Ahoy, Rotterdam Spectateurs : 2 500 Arbitrage : Laszlo Molnar - Pierluigi Pairetto | Sportpaleis Ahoy, Rotterdam Spectateurs : 2 500 Arbitrage : Laszlo Molnar - Pierluigi Pairetto |
| 19:45           | rapport |                           | | Sportpaleis Ahoy, Rotterdam Spectateurs : 2 500 Arbitrage : Laszlo Molnar - Pierluigi Pairetto | Sportpaleis Ahoy, Rotterdam Spectateurs : 2 500 Arbitrage : Laszlo Molnar - Pierluigi Pairetto |
| 19:45           | Beyers · Papanicolaou · Lamotte · Schreurs                                                                                               | Tirs au but 3 – 5         | Raul · Marquinhos · Benatti · Carlos Alberto · Serginho ·                                                                            | Sportpaleis Ahoy, Rotterdam Spectateurs : 2 500 Arbitrage : Laszlo Molnar - Pierluigi Pairetto | Sportpaleis Ahoy, Rotterdam Spectateurs : 2 500 Arbitrage : Laszlo Molnar - Pierluigi Pairetto |
| 19:45           | 1 Lamotte - 2 Fostier - 4 Schoubs - 5 Janssen - 6 Papanicolaou - 7 Beyers - 8 Reul - 9 Hernalsteen - 10 Schreurs - 11 Luypaert - 12 Maes | Équipes                   | 12 Serginho - 2 Cadinho - 3 Dirceu - 5 Marquinhos - 6 Benatti - 8 Raul - 9 Toca - 10 Carlos Alberto - 11 Neimar - 13 Adilio - 1 Lula | Sportpaleis Ahoy, Rotterdam Spectateurs : 2 500 Arbitrage : Laszlo Molnar - Pierluigi Pairetto | Sportpaleis Ahoy, Rotterdam Spectateurs : 2 500 Arbitrage : Laszlo Molnar - Pierluigi Pairetto |

| 14 janvier 1989 | États-Unis | 1 – 2   | Pays-Bas | | |
| 21:00           | Gabarra 33e |         | Hermans 23e 26e | Sportpaleis Ahoy, Rotterdam Spectateurs : 2 500 Arbitrage : Emilio Soriano Aladren - J. Andreu Dubon | Sportpaleis Ahoy, Rotterdam Spectateurs : 2 500 Arbitrage : Emilio Soriano Aladren - J. Andreu Dubon |
| 21:00           | rapport |         | | Sportpaleis Ahoy, Rotterdam Spectateurs : 2 500 Arbitrage : Emilio Soriano Aladren - J. Andreu Dubon | Sportpaleis Ahoy, Rotterdam Spectateurs : 2 500 Arbitrage : Emilio Soriano Aladren - J. Andreu Dubon |
| 21:00           | 13 Lachowecki - 3 Eichmann - 4 Lawson - 5 Windischmann - 6 Ramos - 7 Gabarra - 8 Visnyei - 9 Goulet - 10 Vermes - 12 Murray - 1 Vanole | Équipes | 1 Bakhuis - 2 Foree - 3 Tielens - 4 Hermans - 5 Loosveld - 6 V.D Heuvel - 8 Faber - 9 Demandt - 11 Bakker - 12 Seintner - 13 Wentzel | Sportpaleis Ahoy, Rotterdam Spectateurs : 2 500 Arbitrage : Emilio Soriano Aladren - J. Andreu Dubon | Sportpaleis Ahoy, Rotterdam Spectateurs : 2 500 Arbitrage : Emilio Soriano Aladren - J. Andreu Dubon |

#### Match pour la3eplace
| 15 janvier 1989 | Belgique | 2 – 3 (ap) | États-Unis | | |
| 14:00           | Maes 15e 25e |            | Vermes 8e 59e · Windischmann 43e | Sportpaleis Ahoy, Rotterdam Spectateurs : 3 000 Arbitrage : Hernan Silva Arce - Antonio Evangelista | Sportpaleis Ahoy, Rotterdam Spectateurs : 3 000 Arbitrage : Hernan Silva Arce - Antonio Evangelista |
| 14:00           | rapport |            | | Sportpaleis Ahoy, Rotterdam Spectateurs : 3 000 Arbitrage : Hernan Silva Arce - Antonio Evangelista | Sportpaleis Ahoy, Rotterdam Spectateurs : 3 000 Arbitrage : Hernan Silva Arce - Antonio Evangelista |
| 14:00           | 1 Lamotte - 2 Fostier - 4 Schoubs - 5 Janssen - 6 Papanicolaou - 7 Beyers - 8 Reul - 9 Hernalsteen - 10 Schreurs - 11 Luypaert - 12 Maes | Équipes    | 13 Lachowecki - 3 Eichmann - 4 Lawson - 5 Windischmann - 6 Ramos - 7 Gabarra - 8 Visnyei - 9 Goulet - 10 Vermes - 12 Murray - 1 Vanole | Sportpaleis Ahoy, Rotterdam Spectateurs : 3 000 Arbitrage : Hernan Silva Arce - Antonio Evangelista | Sportpaleis Ahoy, Rotterdam Spectateurs : 3 000 Arbitrage : Hernan Silva Arce - Antonio Evangelista |

#### Finale
Les favoris brésiliens, en bleu pour l'occasion, prennent rapidement la main par l'intermédiaire de Benatti, mais les Néerlandais parviennent à équilibrer les débats grâce à Loosveld. C'est à la 46ème minute qu'intervient la délivrance pour les visiteurs. Raúl ajoute une unité à son capital buts et offre le trophée aux siens.
| 15 janvier 1989 | Brésil | 2 – 1   | Pays-Bas |                                                                                                  |                                                                                                  |
| 15:30           | Benatti 10e · Raul 46e |         | Loosveld 43e | Sportpaleis Ahoy, Rotterdam Spectateurs : 4 200 Arbitrage : William Crombie - Kim Milton Nielsen | Sportpaleis Ahoy, Rotterdam Spectateurs : 4 200 Arbitrage : William Crombie - Kim Milton Nielsen |
| 15:30           | rapport |         | | Sportpaleis Ahoy, Rotterdam Spectateurs : 4 200 Arbitrage : William Crombie - Kim Milton Nielsen | Sportpaleis Ahoy, Rotterdam Spectateurs : 4 200 Arbitrage : William Crombie - Kim Milton Nielsen |
| 15:30           | 12 Serginho - 2 Cadinho - 3 Dirceu - 5 Marquinhos - 6 Benatti - 8 Raul - 9 Toca - 10 Carlos Alberto - 11 Neimar - 13 Adilio - 1 Lula | Équipes | 1 Bakhuis - 2 Foree - 3 Tielens - 4 Hermans - 5 Loosveld - 6 V.D. Heuvel - 8 Faber - 9 Demandt - 11 Bakker - 12 Seintner - 13 Wentzel | Sportpaleis Ahoy, Rotterdam Spectateurs : 4 200 Arbitrage : William Crombie - Kim Milton Nielsen | Sportpaleis Ahoy, Rotterdam Spectateurs : 4 200 Arbitrage : William Crombie - Kim Milton Nielsen |

## Statistiques et récompenses

### Classement des équipes
La FIFA établit un classement final basé sur la progression lors de la compétition, le nombre de points, la différence de buts puis enfin sur le nombre de buts marqués.
| Place              | Sélection       | Stade        | Pts | MJ | V | N | D | Bp | Bc | Diff |
| ------------------ | --------------- | ------------ | --- | -- | - | - | - | -- | -- | ---- |
| Médaille d'or      | Brésil          | Vainqueur    | 11  | 8  | 5 | 1 | 2 | 34 | 18 | +16  |
| Médaille d'argent  | Pays-Bas        | Finale       | 10  | 8  | 4 | 2 | 2 | 21 | 14 | +7   |
| Médaille de bronze | États-Unis      | 3e place     | 13  | 8  | 6 | 1 | 1 | 24 | 11 | +13  |
| 4                  | Belgique        | 4e place     | 12  | 8  | 5 | 2 | 1 | 23 | 12 | +11  |
| 5                  | Italie          | Second tour  | 6   | 6  | 3 | 0 | 3 | 17 | 16 | +1   |
| 6                  | Paraguay        | Second tour  | 6   | 6  | 2 | 2 | 2 | 14 | 14 | 0    |
| 7                  | Hongrie         | Second tour  | 6   | 6  | 2 | 2 | 2 | 23 | 17 | +6   |
| 8                  | Argentine       | Second tour  | 4   | 6  | 2 | 0 | 4 | 13 | 18 | -5   |
| 9                  | Espagne         | Premier tour | 4   | 3  | 2 | 0 | 1 | 14 | 9  | +5   |
| 10                 | Danemark        | Premier tour | 3   | 3  | 1 | 1 | 1 | 12 | 10 | +2   |
| 11                 | Australie       | Premier tour | 3   | 3  | 1 | 1 | 1 | 6  | 8  | -2   |
| 12                 | Canada          | Premier tour | 2   | 3  | 1 | 0 | 2 | 7  | 7  | 0    |
| 13                 | Japon           | Premier tour | 0   | 3  | 0 | 0 | 3 | 3  | 11 | -8   |
| 14                 | Zimbabwe        | Premier tour | 0   | 3  | 0 | 0 | 3 | 3  | 14 | -11  |
| 15                 | Algérie         | Premier tour | 0   | 3  | 0 | 0 | 3 | 5  | 17 | -12  |
| 16                 | Arabie saoudite | Premier tour | 0   | 3  | 0 | 0 | 3 | 4  | 27 | -23  |

### Statistiques générales
Deux cent vingt-et-un buts sont marqués au cours des quarante matchs, soit une moyenne de 5,5 buts par rencontre.
Le Brésil a la meilleure attaque avec trente-trois buts marqués, mais c'est l'Espagne qui présente la meilleure moyenne, avec 4,67 buts par match contre 4,12 buts pour les Brésiliens. Les États-Unis et la Belgique ont la meilleure défense avec une moyenne de 1,38 buts encaissés par matchs (11 en 8 rencontres).

### Buteurs

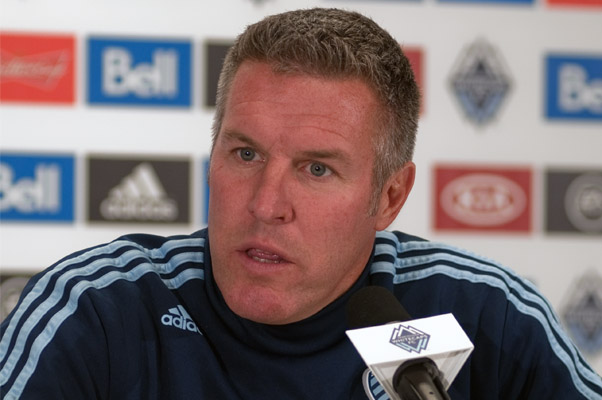
L'Américain Vermes (ici en 2011) termine 3e meilleur buteur avec 6 unités, dont un doublé offrant la 3e place à son équipe.

Le joueur hongrois Laszlo Zsadanyi termine meilleur buteur de la compétition, avec sept buts marqués en six matches disputés. Il devance son coéquipier Mihaly Borostyan, auteur de six buts en autant de matchs, puis le Hollandais Victor Hermans, l'Américain Peter Vermes et le Brésilien Benatti, chacun réalisateur de six buts en huit rencontres. 96 joueurs inscrivent au moins un but dans le tournoi, dont deux gardiens de but.
| Place         | Joueur           | Sélection  | Buts | Matches |
| ------------- | ---------------- | ---------- | ---- | ------- |
| Médaille d'or | Laszlo Zsadanyi  | Hongrie    | 7    | 6       |
| 2             | Mihaly Borostyan | Hongrie    | 6    | 6       |
| 3             | Victor Hermans   | Pays-Bas   | 6    | 8       |
| 3             | Peter Vermes     | États-Unis | 6    | 8       |
| 3             | Benatti          | Brésil     | 6    | 8       |
| -             | 7 joueurs        | -          | 5    | -       |
| -             | 7 joueurs        | -          | 4    | -       |
| -             | 9 joueurs        | -          | 3    | -       |
| -             | 27 joueurs       | -          | 2    | -       |
| -             | 40 joueurs       | -          | 1    | -       |

### Meilleurs joueurs et équipe-type
À l'issue du tournoi, le Hollandais Victor Hermans se voit remettre le trophée du meilleur joueur de la compétition par le président de la FIFA, João Havelange. Le gardien Belge Johan Lamotte est élu portier du tournoi. L'esprit combatif et la volonté de l'équipe des États-Unis leur permet de recevoir le prix du fair-play,.
L'équipe-type du tournoi se compose de Lamotte dans les cages, devant les défenseurs Rudi Schreurs (Belgique) et Victor Hermans. Les attaquants brésiliens Benatti et Raul complètent le tableau,.